# Borne géographique

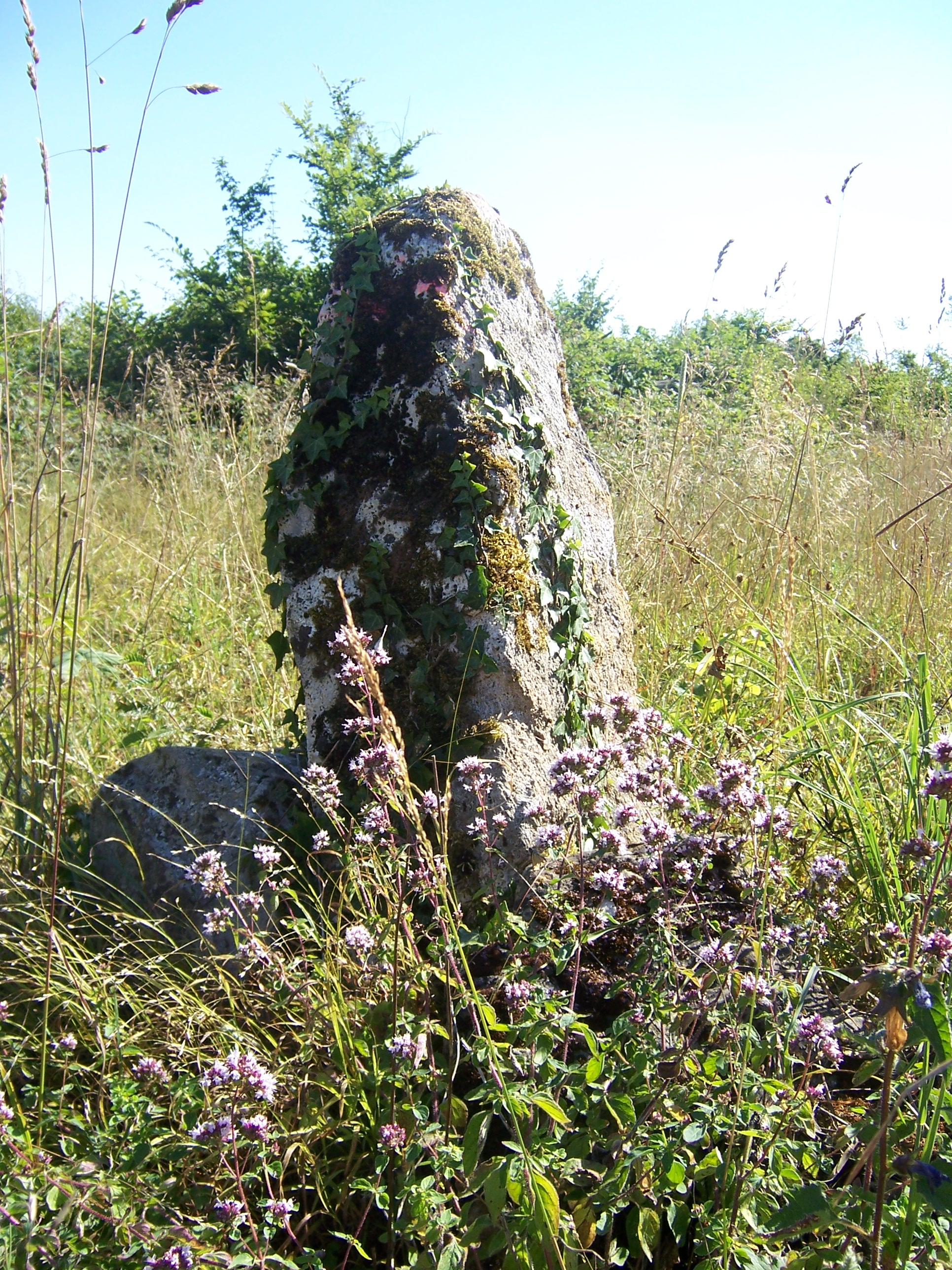
Site des 3 bornes (Clérey-la-Côte) délimitant les 3 frontières lorraines.

Une borne géographique est un monolithe qui marque la particularité d'un lieu. Elle peut porter des inscriptions (épigraphie) voire des décorations.

## Histoire
Les Romains ont employé comme bornage des Termes, une espèce de statue n'ayant que la tête de figure humaine et terminée en gaine par le bas, par allusion au culte de Terminus, le gardien des bornes.

## Fonction et signification
Les bornes relèvent la particularité d'un lieu, et parfois particularisent elles-mêmes un lieu. Elles signalent de diverses manières :
- un point sur un itinéraire, avec parfois mention de distance. Elles se trouvent alors le long d'une route ou d'un chemin (borne milliaire, borne kilométrique).
- une limite de territoire, à la jonction de deux pays, de deux évêchés, de deux départements, de deux cantons, de deux bans de communes, ou de deux propriétés (bornage) ;
- un point topographique, repéré avec précision — en France par l'IGN — dont on peut trouver les coordonnées exactes sur Internet ; un point du cadastre repéré par de petites bornes avec têtes en plastique ou résine immobilisées et verrouillées par un ancrage métallique (ou amarre) ;
- un événement (bornes commémoratives) ;
- l'affirmation d'une autorité (bornes avec armoiries, qui signifient : « à partir d'ici, vous entrez dans la juridiction de ... »).

## Matériau
À l'origine, les bornes étaient constituées essentiellement de pierre puis le béton, pour sa facilité d'utilisation, a pris plus d'importance. Dans certains cas on a recours à des métaux ou des matières plastiques. Les bornes actuelles constituées avec plusieurs matériaux sont généralement composées d'une tête en résine, plastique ou métal et d'un ancrage métallique (acier galvanisé) verrouillable dans le sol. Cette technique possède l'avantage de pouvoir choisir des têtes de différentes couleurs, avoir des marquages (par exemple OGE pour « ordre des géomètres experts »...), un transport facilité par un poids réduit, une pose rapide.

## Morphologie
Les têtes de bornes sont destinées à être visibles, et à marquer le point de mesure. Elles sont généralement de forme carrée et munies d'un trou pour le passage de l'ancrage. L'ancrage (appelé également amarre) qui permet de maintenir la borne en place est constitué d'un tube muni de tiges déployables dans le sol. Les tiges permettent ainsi de verrouiller la borne au moment de la pose et rend la borne difficilement arrachable. 
Les têtes sont généralement disponibles en plusieurs couleurs (rouges, jaunes, blanches...) de manière à être visible de loin. Elles peuvent être carrées (petits cubes), rondes, hémisphériques... 
Dans certains cas, on peut associer à la borne un accessoire ou repère visible de loin, comme une jalonnette plastique fixé au-dessus de la borne.

## Quelques cas particuliers

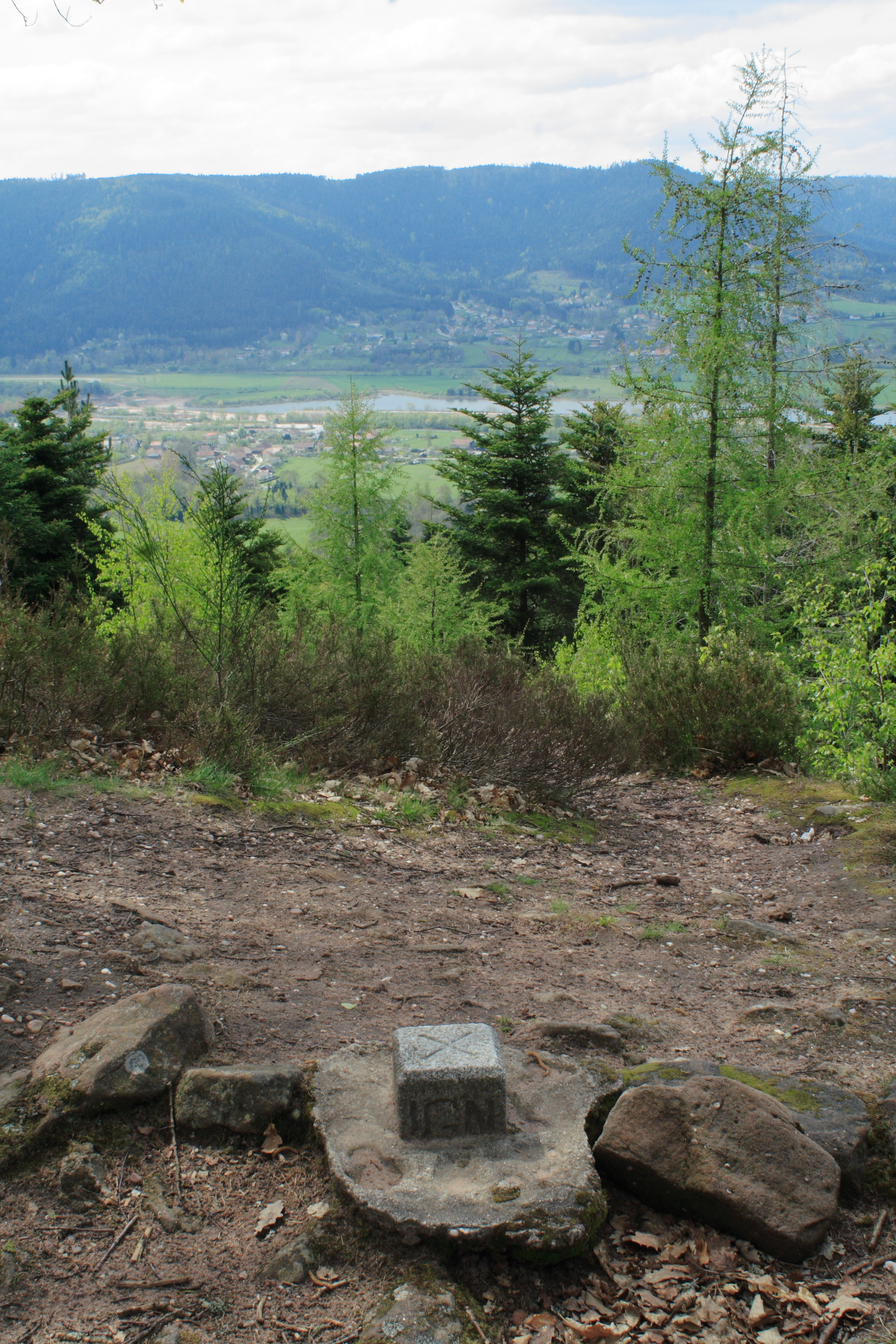
Borne de l'IGN

Pour tous ces cas particuliers, enlever, déplacer ou couvrir une borne constitue un délit, passible au minimum de la remise en état initial. Les déplacements frauduleux ou naturels de bornes peuvent être vérifiés grâce aux coordonnées géographiques (GPS, etc.). Dans le cadre d'un héritage ou lors de contestations de voisinage, il est parfois moins cher d'acheter la parcelle voisine (réunion de parcelles) que de réaliser de façon contradictoire le bornage.
- en France, borne de l'Institut national de l'information géographique et forestière, marquée IGN (borne géodésique)
- repère de nivellement, c'est-à-dire d'altitude, marquée NGF (nivellement général de la France)
- borne SNCF ancienne, si possible reconvertie en borne IGN
- repère kilométrique SNCF et repère hectométrique SNCF, qui ne sont pas distants de 100 mètres à vol d'oiseau mais de distances de longueurs de rail qui varient selon la pente et la courbe
- borne du cadastre, marquée CAD, sert généralement à délimiter le domaine public
- borne de propriété privée, souvent marquée OGE (initiales de "Ordre des géomètres-experts"). Attention certaines bornes peuvent être décalées à l'intérieur de la parcelle, pour ne pas gêner les fondations d'un mur, d'une bordure, ..., ce qui fait qu'il faut consulter le procès-verbal de Bornage ou contacter le géomètre-expert ayant posée la borne pour savoir où se situe exactement la limite. Une borne non
- piquet aussi appelé piquetage, bornage sur de longues distances, par exemple pour des palissades de travaux
- clou d'arpenteur aussi appelé clou d'arpentage ou spit, par antonomase de la marque Spit, sert généralement à remplacer la borne de propriété privée lorsque la pose se fait dans de l'enrobé. Peut être également utilisé comme borne station.
- borne ancienne, sert à délimiter une parcelle tout comme la borne de propriété privée. Se distingue par le fait d'être constituée par des matériaux comme la pierre, le béton, ...
- borne de danger enterré, marquée en France GrDF (gaz), parfois Trapil (Transport Pipeline) ou autres sociétés concernées, sert à interdire de creuser à cet endroit mais aussi de pratiquer toute activité risquée en raison des émanations possibles (fuite de gaz)
- borne topographique
- borne polygonale, utilisée par le géomètre de terrain pour caler son levé
- borne station, endroit où le géomètre de terrain a posé son appareil de mesure
- etc.